# Ludmilla Dietz

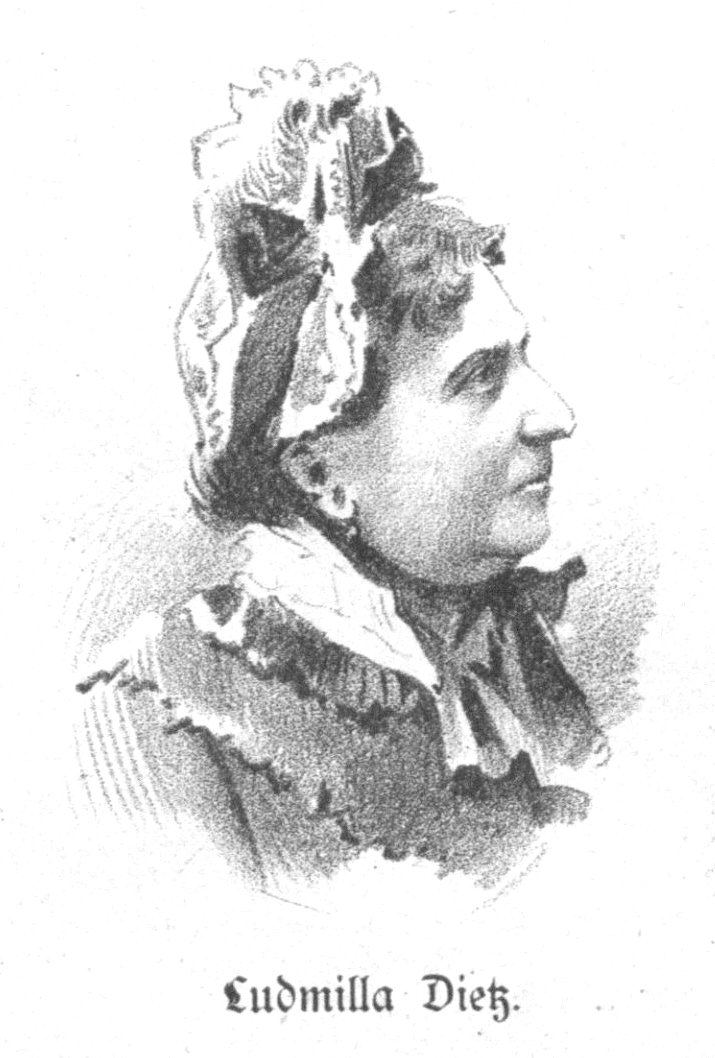
Ludmilla Dietz im Jahre 1891

Ludmilla Dietz, geborene Ludmilla Grasl-Baumgartner, (25. Juli 1833 in Preßburg – 15. Juni 1896 in Wien) war eine österreichische Theaterschauspielerin und Sängerin (Sopran).

## Leben
Dietz verlor ihre Eltern früh und kam nach Graz zu einer vornehmen Dame in Pflege, welcher sie jedoch, noch nicht 14 Jahre alt, entlief, um zur Bühne zu gehen. Sie eilte nach ihrer Vaterstadt und wurde dort als Choristin ans Theater engagiert. Nach einem Jahr kam sie als Liebhaberin ans Theater in der Josefstadt und von dort als erste Lokalsängerin nach Graz. 1854 ging sie ans Deutsche Theater in Pest, wo sie als äußerst geschätztes Mitglied in soubrettenhaften Rollen wirkte.
1857 trat sie in den Verband des Brünner Stadttheaters und entwickelte 16 Jahre lang alle Vorzüge, die sie zu einer einzigartigen Bühnenkraft machten. Dort kam auch ihr scharfpointierter Vortrag, sowie ihr wirkungsvolles Herausarbeiten derbkomischer Rollen so effektvoll zur Geltung, dass sie 1873 für die Komische Oper gewonnen wurde, von wo sie ans Strampfertheater kam. Von 1877 bis 1879 wirkte sie am Stadttheater, welches sie mit Heinrich Laube zugleich verließ.
Hierauf war sie Mitglied mehrerer deutscher Bühnen und kehrte nach einigen Jahren nach Wien zurück, um Engagement am Josefstädtertheater zu nehmen. Wenngleich sie auch nur eine kurze Zeit am Theater an der Wien und zuallerletzt auch am Carltheater wirkte, so verbrachte sie jedoch ihre Blütezeit am Theater in der Josefstadt, woselbst die im Theaterleben gewiss seltene Tatsache eintrat, dass die komische Alter der „Star“ dieser Bühne wurde.
Ihr urwüchsiger Humor, ihre derbknochige, impulsive Laune veranlasste die Autoren dieser Bühne, in jeder Posse eine Bombenrolle für diese drastische Schauspielerin zu schreiben. Ihre sieghafte Komik drang auch in der Tat jedes Mal durch, und verdankten Stücke wie Groß-Wien, Frau Sopherl vom Naschmarkt, Einer von der Burgmusik, Der letzte Kreuzer, Der Herr von Kemmelbach etc., welche sämtlich hundert Aufführungen und darüber erlebten, hauptsächlich ihrer Mitwirkung den großen Erfolg.
Derb, kernig, brüsk in ihren Darstellungen, unverwüstlich in ihrer Kraft und Laune, verfügte sie auch über eine geradezu verblüffende Natürlichkeit, mit der sie ihre Figuren (ausschließlich aus dem Wiener Leben) vorführte. Sie war vielleicht die natürlichste Schauspielerin ihrer Zeit in Wien, immer resolut, stets voll Mutterwitz, Leben und Humor.
Während einer Tournee, die sie 1895 durch Böhmen, Galizien und Ungarn machte, wurde sie vom Schlag gerührt. Seither ging es bergab mit ihr. Sie starb 1896 im allgemeinen Krankenhaus.